# Nemzetőrdal (csárdás)
A Süvegemen nemzetiszín rózsa kezdetű lassú csárdás dallama 1851-ben bukkant fel Sárga csikó, sárga lovam, sárga… kezdetű szöveggel. Száz évvel később, az 1950-es években párosították a dallamot Arany János 1848-ban írt Nemzetőr-dal című versével.

## Kotta és dallam
| Süvegemen nemzetiszín rózsa, Ajakamon édes babám csókja; Ne félj, babám, nem megyek világra: Nemzetemnek vagyok katonája.              | Nem kerestek engemet kötéllel; Zászló alá magam csaptam én fel: Szülőanyám, te szép Magyarország, Hogyne lennék holtig igaz hozzád! |
| Olyan marsra lábam se billentem, Hogy azt bántsam, aki nem bánt engem: De a szabadságért, ha egy íznyi, Talpon állok mindhalálig víni. | |

## Felvételek
- Süvegemen nemzetiszín rózsa - magyar népdal. YouTube (2011. január 4.)  (Hozzáférés: 2017. április 12.) (audió) ének
- Süvegemen nemzetiszín rózsa. Magyari Imre és cigányzenekara  YouTube (1962. március 18.)  (Hozzáférés: 2017. április 12.) (audió) ének, cigányzene
- 06 - Nemzetőrdal. Waszlavik László  YouTube (2009. december 8.)  (Hozzáférés: 2017. április 12.) (audió) A Magyar visszhang – Igazságot Magyarországnak! című album 6. dala.